# Jan Grycz
Jan Grycz vel Janusz Górka, pseud.: Dziadzio, Dziadek, Fiołek (ur. 10 grudnia 1910 w Chomęcicach, zm. 6–8 sierpnia 1943 pod Hłuszą) – podporucznik piechoty Wojska Polskiego, Polskich Sił Zbrojnych i Armii Krajowej, cichociemny.

## Życiorys
Był synem Stefana i Marii z domu Linkowskiej. Ukończył szkołę wydziałową w Poznaniu i Państwową Średnią Szkołę Rolniczą w Bojanowie. Od czerwca 1939 roku opracowywał plany mobilizacji w rolnictwie na wypadek wojny dla województwa poznańskiego.
We wrześniu 1939 roku walczył w Wielkopolskiej Brygadzie Kawalerii. Po skierowaniu do województwa lwowskiego 18 września przekroczył granicę polsko-rumuńską. W październiku znalazł się we Francji, 18 października wstąpił do Polskich Sił Zbrojnych we Francji, przydzielono go do kompanii karabinów maszynowych. Od 6 listopada 1939 roku do 12 kwietnia 1940 roku był szkolony w Szkole Podchorążych Piechoty w Camp de Coëtquidan. Od 15 kwietnia 1940 roku walczył w Samodzielnej Brygadzie Strzelców Podhalańskich, uczestniczył w bitwie o Narwik, gdzie otrzymał swój pierwszy Krzyż Walecznych. Od czerwca 1940 roku przebywał w Wielkiej Brytanii, gdzie służył w 1 batalionie strzelców podhalańskich 1 Brygady Strzelców.
Po konspiracyjnym przeszkoleniu w dywersji został zaprzysiężony 28 lipca 1942 roku w Oddziale VI Sztabu Naczelnego Wodza. Zrzutu dokonano w nocy z 3 na 4 września 1942 roku w ramach operacji „Measles” w okolicach Łowicza. Skierowano go do Związku Odwetu, a później do Kedywu Okręgu Polesie AK. Grycz wyszkolił 3 plutony, w ramach szkoły Leśnej Młodszych Dowódców Piechoty „Młodnik”, w której był komendantem. Po zakończonym kursie poprowadził szkołę na Polesie Wołyńskie (na południe od Kamienia Koszyrskiego), gdzie podjął działania odwetowe przeciwko UPA. Po sukcesie tej akcji poległ w walce z obławą niemiecką w okolicach Hłuszy.

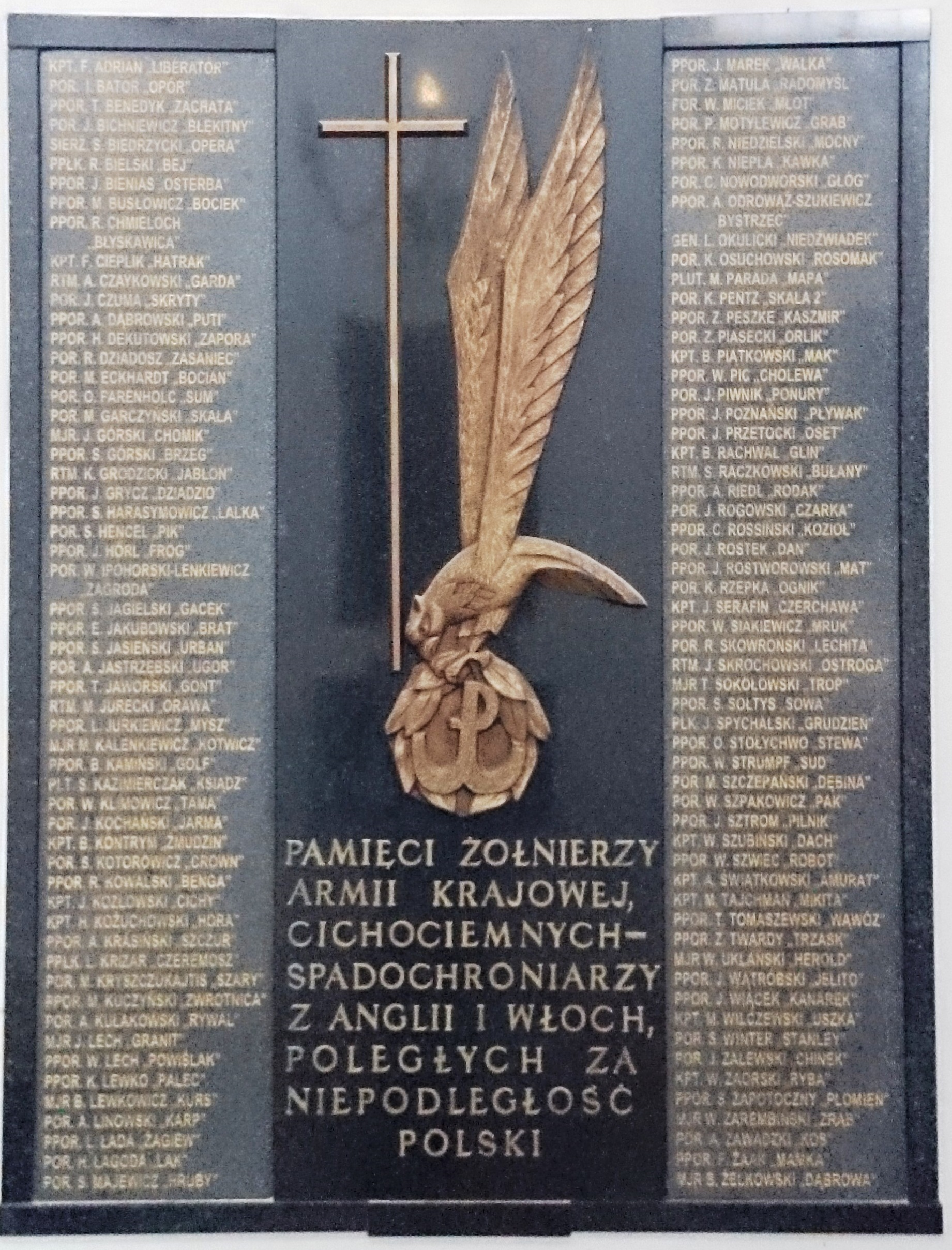
Tablica w kościele św. Jacka w Warszawie, upamiętniająca poległych cichociemnych, w tym Jana Grycza

## Odznaczenia
- Krzyż Walecznych – czterokrotnie

## Upamiętnienie
W lewej nawie kościoła św. Jacka przy ul. Freta w Warszawie odsłonięto w 1980 roku tablicę Pamięci żołnierzy Armii Krajowej, cichociemnych – spadochroniarzy z Anglii i Włoch, poległych za niepodległość Polski. Wśród wymienionych 110 poległych cichociemnych jest Jan Grycz.